# Reinhard Weisbach

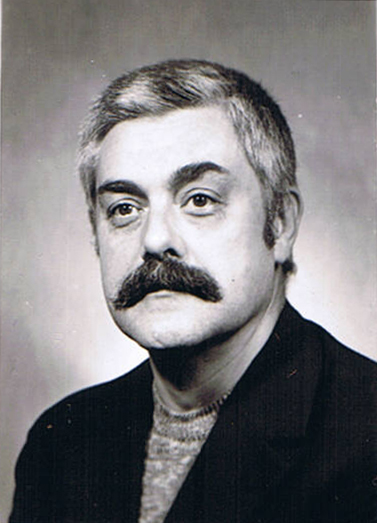
Reinhard Weisbach

Reinhard Weisbach (* 8. Juli 1933 in Waldesruh bei Berlin; † 13. November 1978 ebenda) war ein deutscher Literaturwissenschaftler, Essayist und Lyriker in der DDR.

## Leben und Werk
Weisbach war ein Sohn des Angestellten und SPD-Mitglieds Victor Hugo Weisbach. Er wuchs im Nachkriegsberlin auf und wurde bereits 1948 Mitglied der Sozialistischen Einheitspartei Deutschlands. Von 1951 bis 1967 arbeitete Weisbach als Lehrer in Ost-Berlin. 1952 heiratete er die angehende Lehrerin Renate, geb. Wischer; der Ehe entstammten vier Kinder.
Von 1954 bis 1959 belegte Weisbach ein Fernstudium der Germanistik an der Pädagogischen Hochschule in Potsdam. In dieser Zeit entstanden seine ersten Gedichte. 1966 promovierte er mit einer Arbeit über die frühe Lyrik Brechts zum Dr. phil., 1970 folgte eine weitere Dissertation zum Dr. paed. über hochschulgemäße Didaktik in der Abiturstufe der Volkshochschule.
Von 1967 bis 1970 arbeitete er als stellvertretender Chefredakteur der Zeitschrift Weimarer Beiträge, der seit 1955 vom Aufbau-Verlag herausgegebenen Monatszeitschrift für Literaturwissenschaft, Ästhetik und Kulturtheorie. Als Seminarleiter bei den in Schwerin jährlich stattfindenden zentralen Poetenseminaren der FDJ engagierte sich Weisbach von 1970 bis zu seinem frühen Tod. Zudem galt er als einer der Förderer der FDJ–Singebewegung, zum Beispiel der Gruppe Karls Enkel.
Ab 1970 war Weisbach Arbeitsgruppenleiter, später Bereichsleiter, am Zentralinstitut für Literaturgeschichte der Akademie der Wissenschaften in Ost-Berlin. 1972 besuchte er mit dem Berliner Ensemble Paris. In den 1970er Jahren nahm Weisbach an internationalen Schriftstellerbegegnungen und -kongressen teil, zum Beispiel in der Sowjetunion, Jugoslawien und Finnland.
1972 wurde er mit der Erich-Weinert-Medaille ausgezeichnet, 1973 mit der Artur-Becker-Medaille in Gold. 1975 erhielt er den Preis für künstlerisches Volksschaffen Erster Klasse.
Im Mai 1978 nahm Weisbach am 8. Schriftstellerkongress der DDR teil. Im selben Jahr übernahm er die Leitung der Zeitschrift Temperamente. Blätter für junge Literatur.
1978 starb Weisbach infolge eines Unfalls in Waldesruh.

## Publikationen